# Yutaro Chinen
Yutaro Chinen (født 19. november 1993) er en japansk fodboldspiller.